# Gerichtsbezirk Schwanenstadt
Der Gerichtsbezirk Schwanenstadt war ein dem Bezirksgericht Schwanenstadt unterstehender Gerichtsbezirk im politischen Bezirk Vöcklabruck (Bundesland Oberösterreich). Der Gerichtsbezirk wurde per 1. Jänner 2005 aufgelöst und das gesamte Gebiet dem Gerichtsbezirk Vöcklabruck zugewiesen. 

## Geschichte
Der Gerichtsbezirk Schwanenstadt wurde durch einen Erlass des k.k. Oberlandesgerichtes Linz am 4. Juli 1850 geschaffen und umfasste ursprünglich die 22 Steuergemeinden Atzbach, Außerpühret, Bruckmühl, Desselbrunn, Deysing, Kemating, Lindach, Manning, Mitterberg, Niederthalheim, Oberndorf, Pitzenberg, Plötzenedt, Puchheim, Pühret, Redelham, Roitham, Rutzenham, Schlatt, Schwannenstadt, Windern und Wolfsegg. Der Gerichtsbezirk bildete im Zuge der Trennung der politischen von der judikativen Verwaltung ab 1868 gemeinsam mit den Gerichtsbezirken Mondsee, Frankenmarkt und Vöcklabruck den Bezirk Vöcklabruck. Durch Gemeindezusammenlegungen reduzierte sich die Anzahl der Gemeinden nach und nach auf zuletzt 14 Gemeinden. Mit der Bezirksgerichts-Verordnung der Österreichischen Bundesregierung wurde am 12. November 2002 die Auflösung des Gerichtsbezirks Schwanenstadt und die Zuweisung des Gebietes zum Gerichtsbezirk Vöcklabruck beschlossen. Mit dem 1. Jänner 2005 trat die Verordnung in Kraft.

## Gerichtssprengel
Der Gerichtssprengel umfasst bis Ende 2004 mit den 14 Gemeinden Atzbach, Desselbrunn, Manning, Niederthalheim, Oberndorf bei Schwanenstadt, Ottnang am Hausruck, Pitzenberg, Pühret, Redlham, Rüstorf, Rutzenham, Schlatt, Schwanenstadt und Wolfsegg am Hausruck den nördlichen Teil des politischen Bezirks Vöcklabruck. 